# 장문영
장문영(1989년 11월 25일 ~ )은 대한민국의 배우이다.

## 학력
- 상명대학교 연극학과

## 연기 활동

### 영화
- 《나인틴 쉿 상상금지》 (2015년)
- 《두근두근》 (2017년)
- 《보이지 않는 배우들》 (2019년)

### 연극
- 2016년 센테컴플렉스
- 2017년 내일을 사는 법 - 윤별 역
- 2017년 움직이는 사람들
- 2018년 멈추고, 생각하고, 햄릿 - 오필리어 역